# Micropsectra candida
Micropsectra candida е вид насекомо от разред Двукрили (Diptera), семейство Хирономидни (Chironomidae). Съществува ендемично в Западна Бенгалия, Индия.